# Camissonia
Camissonia é um género botânico pertencente à família Onagraceae.